# Ellamae Ellis League
Ellamae Ellis League (Macon, Estados Unidos; 9 de julio de 1899 – 4 de marzo de 1991) fue una arquitecta estadounidense, la cuarta arquitecta registrada en Georgia y "una de las más destacadas arquitectas de Georgia y el Sur." Trabajó durante más de 50 años, 41 de ellos en su propia empresa. Proveniente de una familia de arquitectos, fue la primera mujer elegida Miembro del Instituto Americano de Arquitectos (FAIA) en Georgia y solo la octava mujer de todo el país. Varios de los edificios que diseñó (incluyendo su propia casa) están listados en el Registro Nacional de Lugares Históricos. En 2016 fue nombrada a título póstumo Georgia Women of Achievementde, un reconocimiento a las mujeres nativas o residentes del estado de Georgia por sus logros significativos o contribuciones a nivel estatal

## Biografía
Ellamae Ellis nació en Macon, Georgia, el 9 de julio de 1899. Fue la cuarta hija de Susan Dilworth Choate y Joseph Oliver Ellis. Estudió en la escuela pública y se graduó en el Lanier High School en 1916. Asistió a la cercana Universidad Wesleyan en 1917 y 1918 , ya que su matrimonio con George Forest League, el 27 de junio de 1917, hizo replantear su vida.
Los hijos de League Jean y Joe nacieron en 1919 y 1921. En 1922, quien fuera su esposo durante cinco años la abandonó, por lo que se encontró divorciada con dos hijos y sin medios de ingresos. Seis generaciones de su familia habían sido arquitectos, incluido Charles Edward Choate, un reconocido arquitecto de Atlanta en aquel tiempo. Otros parientes fueron artistas, entre ellos Nell Choate Jones y Nell Choate Shute. Según el hijo de League, Joe, el arquitecto Curran R. Ellis (1872-1934), un pariente lejano, diseñó el juzgado del condado y el estadio de béisbol en Macon. League le dio crédito a su tío por "poner la idea en su cabeza" de convertirse en arquitecta.

### Carrera temprana
En 1922 la Escuela de Tecnología de Georgia, cuyo Departamento de Arquitectura fue el lugar principal para la arquitectura de la educación en aquel estado, no permitía asistir estudantes femeninas (esto no cambió hasta 1952). Más tarde, en una entrevista de prensa, League comentó que "es casi imposible obtener una licencia en este estado, a menos que una tenga un diploma de la Tecnología de Georgia. Y las mujeres somos excluidas como estudiantes allí".

League tuvo que buscar una vía diferente a una educación arquitectónica. Encontró un trabajo como aprendiz en la firma Dunwody y Oliphant de Macon, donde trabajó desde 1922 hasta 1929. Mientras trabajaba tomó cursos por correspondencia de la escuela de Bellas Artes del Instituto de Diseño (BAID) desde 1924 a 1926. BAID fue modelado después de la École des Beaux-Arts en Francia y League quería llevar su educación aún más en esa línea. Dejando a sus hijos pequeños con sus padres, continuó su educación con un año en la Ecole des Beaux-Arts de Fontainebleau, a la que asistió con su prima Nell Choate Shute en 1927 y 1928. De las treinta personas en su clase de arquitectura allí, solo tres eran mujeres.

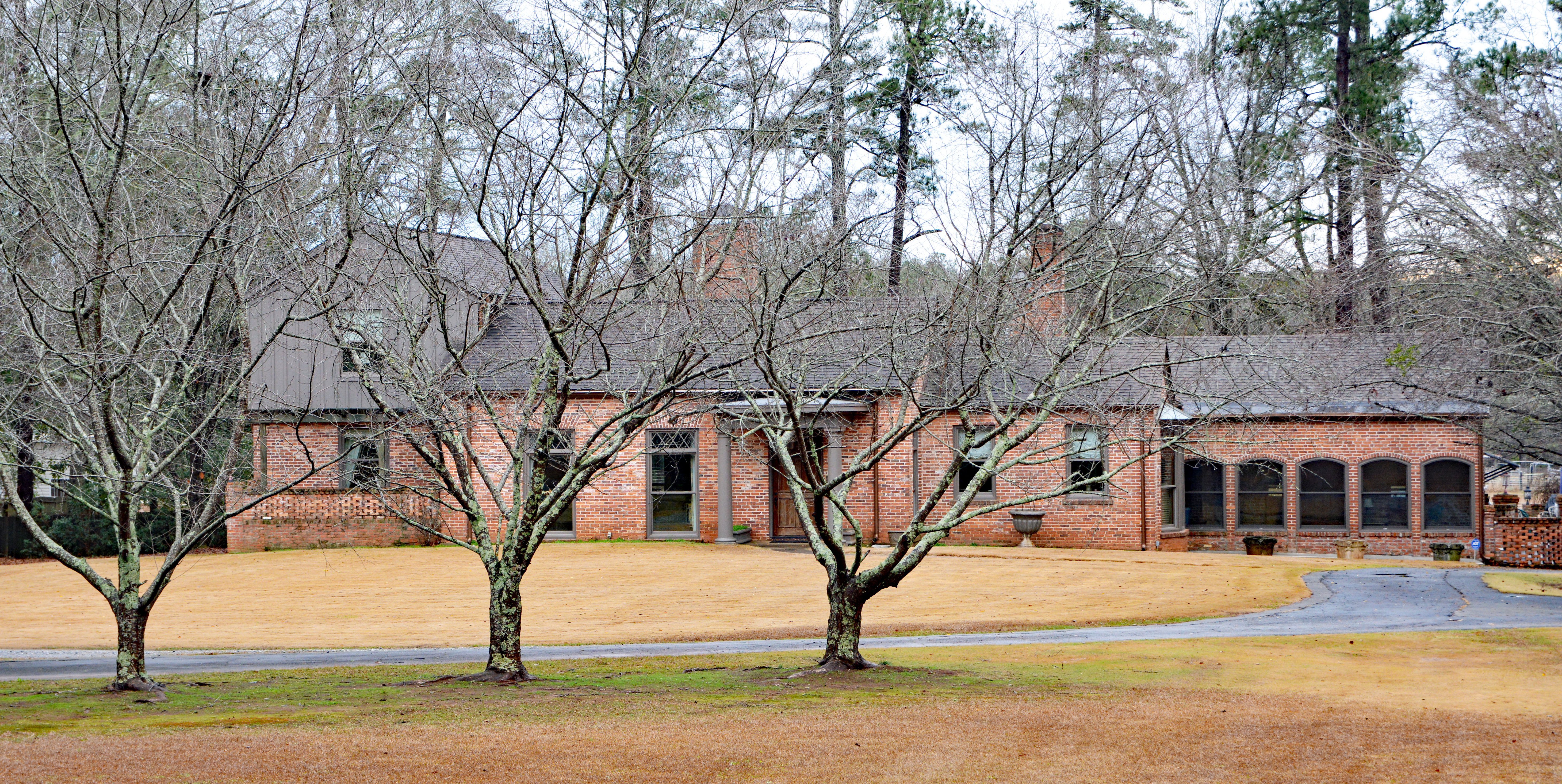
Herman and Allene Shaver House (1936)

A su regreso, trabajó con otros arquitectos en Macon, incluidos George W. Shelverton y William F. Oliphant. Cuando Oliphant comenzó su propia firma, League se fue con él junto con Delmar A. Warren, un estudiante de Georgia Tech. Oliphant murió repentinamente en abril de 1933 a la edad de 40 años, dejando a League y Warren con un problema, ninguno de los cuales tenía licencia, por lo que podían terminar las comisiones existentes pero no podían aceptar legalmente un nuevo trabajo.
El registro estatal para arquitectos en Georgia requería un grado de arquitectura (que League no tenía) o diez años de experiencia en una oficina con licencia (lo cual ella hizo) y aprobar un examen de una semana. Su tío le dio un curso intensivo en las partes de ingeniería de la prueba con el que no estaba familiarizada. Aprobó esa parte del examen, pero no pasó la prueba de diseño, que era su fuerte. (A uno de los examinadores le disgustó su presentación). Ella comentó más tarde que la prueba fue "diseñada para mantenerte fuera". Ella rápidamente retomó esa parte del examen y aprobó.

### Su propia práctica
League abrió su propia firma en octubre de 1933. En ese momento, solo el dos por ciento de los arquitectos estadounidenses eran mujeres, y el porcentaje de mujeres arquitectas en Georgia era particularmente bajo. League era solo la cuarta mujer registrada como arquitecta en el estado. La mayoría de las mujeres arquitectas en este momento se concentraron en el diseño de residencias, pero League asumió una amplia variedad de proyectos. La lista de sus comisiones desde 1934 hasta 1969 incluye muchas residencias, pero también oficinas, tiendas minoristas, iglesias, escuelas, viviendas públicas, auditorios, gimnasios, hospitales, una estación de servicio y un depósito.

I am always an architect. Not a woman architect, but an architect. I encourage women going into the profession not to concentrate on being separate as a woman but to concentrate on being a good architect.
Soy siempre una arquitecta. No una mujer arquitecto, sino una arquitecta. Animo a las mujeres que entran en la profesión a que no se concentren en separarse como mujer, sino a concentrarse en ser una buena arquitecta.
Ellamae Ellis League, 1962

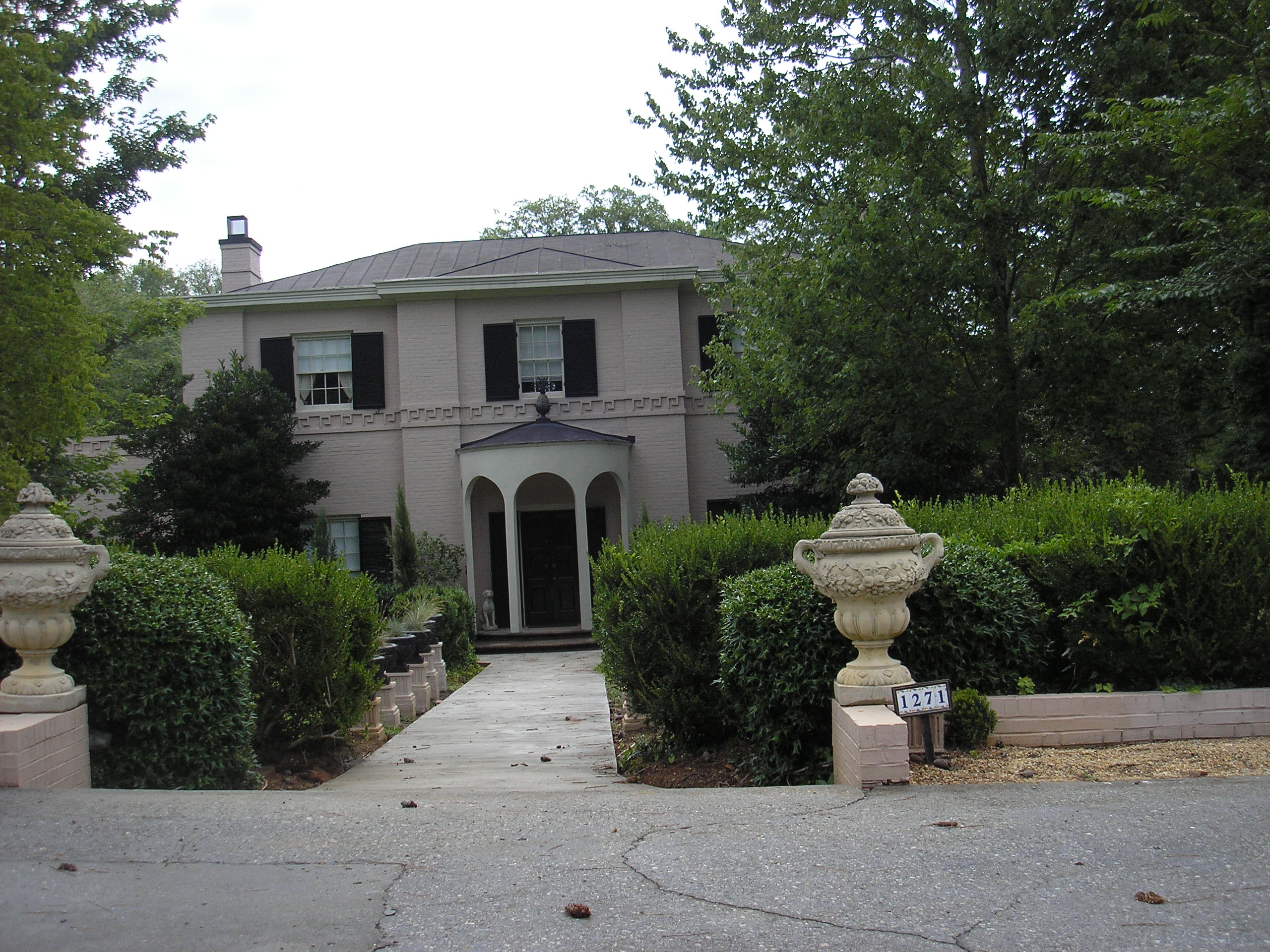
Lee Happ House (1941) en el 1271 South Jackson Springs Road en Shirley Hills es su "diseño residencial más conocido y copiado" ("best known and most copied residential design").

Como su empresa fue fundada en medio de la Gran Depresión , una fuente de proyectos de no residencia fueron las comisiones de la Administración de Obras Públicas . League diseñó una serie de escuelas y hospitales. Estos se convirtieron en "sus proyectos favoritos, porque eran muy complejos y eran edificios públicos".
Otra fuente de muchas comisiones fue James H. Porter, presidente de la Compañía de Fabricación de Bibb, con sede en Macon. Sus comisiones filantrópicas para la Liga en Macon llevaron a trabajar en otros lugares donde Bibb tuvo operaciones alrededor de la estatua, incluyendo Porterdale y la ciudad de Bibb.
League no estableció su propio estilo distintivo, sino que siguió la filosofía de la Ecole des Beaux Arts de "diseñar algo que responda a la necesidad del propietario en lo que respecta a la función y que sea agradable tanto para el propietario como para el público". Diseñó edificios en estilos como Renacimiento colonial, Renacimiento clásico, Renacimiento vernáculo francés, Contemporáneo, y otros.
Su empresa se expandió en la era posterior a la Segunda Guerra Mundial , y League contrató a muchos arquitectos jóvenes y les dio inicio. Su propia hija Jean (más tarde conocida como Jean League Newton) se graduó de la Escuela de Diseño de Harvard en 1944 y se unió a League en su práctica de arquitectura. La firma finalmente cambió su nombre a League, Warren & Riley.
Durante su carrera, League emprendió comisiones en cinco estados y 42 condados diferentes en Georgia. Una colección de 9,200 de sus dibujos arquitectónicos se lleva a cabo en la Biblioteca Washington Memorial en Macon.

### Participación de la comunidad
Fue seleccionada para ser miembro del Instituto Americano de Arquitectos (AIA) en junio de 1944, solo la segunda mujer de Georgia. Durante años fue la única mujer miembro del capítulo de Atlanta de AIA, y ocupó varias oficinas a nivel de capítulo y estatal. En 1957 estableció el capítulo Macon de AIA y fue su primer presidente. Más tarde fue presidenta del comité formado para unificar los capítulos de Georgia, y se desempeñó como presidente del resultante Consejo de AIA de Georgia desde 1963 hasta 1964.
En 1968 League se convirtió en la primera mujer en Georgia en ser nombrada miembro del Instituto Estadounidense de Arquitectos, habiendo sido nominada para ese honor por el Consejo de Georgia "por su servicio a la profesión". Fue una de las ocho mujeres arquitectas nombradas FAIA hasta esa fecha.
También participó en varias organizaciones cívicas en Macon, incluido el Comité de Mejora Cívica de Macon y el Teatro Macon Little. Cuando la demolición se vio amenazada por la Gran Ópera de Macon en 1967, League ayudó a formar el Macon Arts Council, Inc. para salvarla, y posteriormente supervisó la restauración del edificio en 1969 y 1970.

### Vida posterior
League se retiró en 1975 después de sufrir una enfermedad grave, pero permaneció como miembro emérito de AIA. Continuó recibiendo honores de su profesión después de su jubilación. Murió el 4 de marzo de 1991 y está enterrada en el cementerio de Riverside en Macon.
La tradición de los arquitectos en la familia de League ha continuado. Junto con su hija Jean, su nieto Joseph Choate League Jr. (nacido en 1944) también es arquitecto.

## Trabajos reconocidos

### Ellamae Ellis League House
.|ubicación=1790 Waverland Drive, Macon, Georgia|construido=1940|arqutecto=Ellamae Ellis League|arqitectura=|agregado=15 de febrero de 2005|designated_nrhp_type2=27 de mayo de 2014|refnum=05000053|mpsub=|parte_de=Shirley Hills Historic District|partof_refnum=14000269}}El hogar de League en Macon figura en el Registro Nacional de Lugares Históricos, y fue presentado por el Servicio de Parques Nacionales durante el Mes de la Historia de las Mujeres en 2005. En 1940 sus dos hijos estaban en la universidad y ya no necesitaba vivir cerca del trabajo o escuelas. Así que diseñó su propia casa para construir en el (entonces) nuevo vecindario de Shirley Hills al noroeste del centro de Macon.
Lo que ella diseñó es una casa ranchera asimétrica con un plano de planta de dos niveles . Aunque esto se haría muy común en décadas posteriores, este es uno de los primeros en Georgia; solo se conocen otros dos que lo preceden. Representa un alejamiento del estilo de bungalow prevaleciente en años anteriores.
La casa tiene garajes en el sótano, espacios de estar en el nivel uno y dos dormitorios arriba. League, que dijo que una vez que tuvo "una aversión" al ladrillo de Macon local, tan común en los diseños de las casas, decidió envolver la casa en un revestimiento de madera roja.
League vivió en esta casa desde 1940 hasta su muerte en 1991. Fue incluida en el Registro Nacional de Lugares Históricos en febrero de 2005. Fue la primera casa de ranchos de mediados de siglo en Georgia incluida en el NRHP.

### Otros trabajos

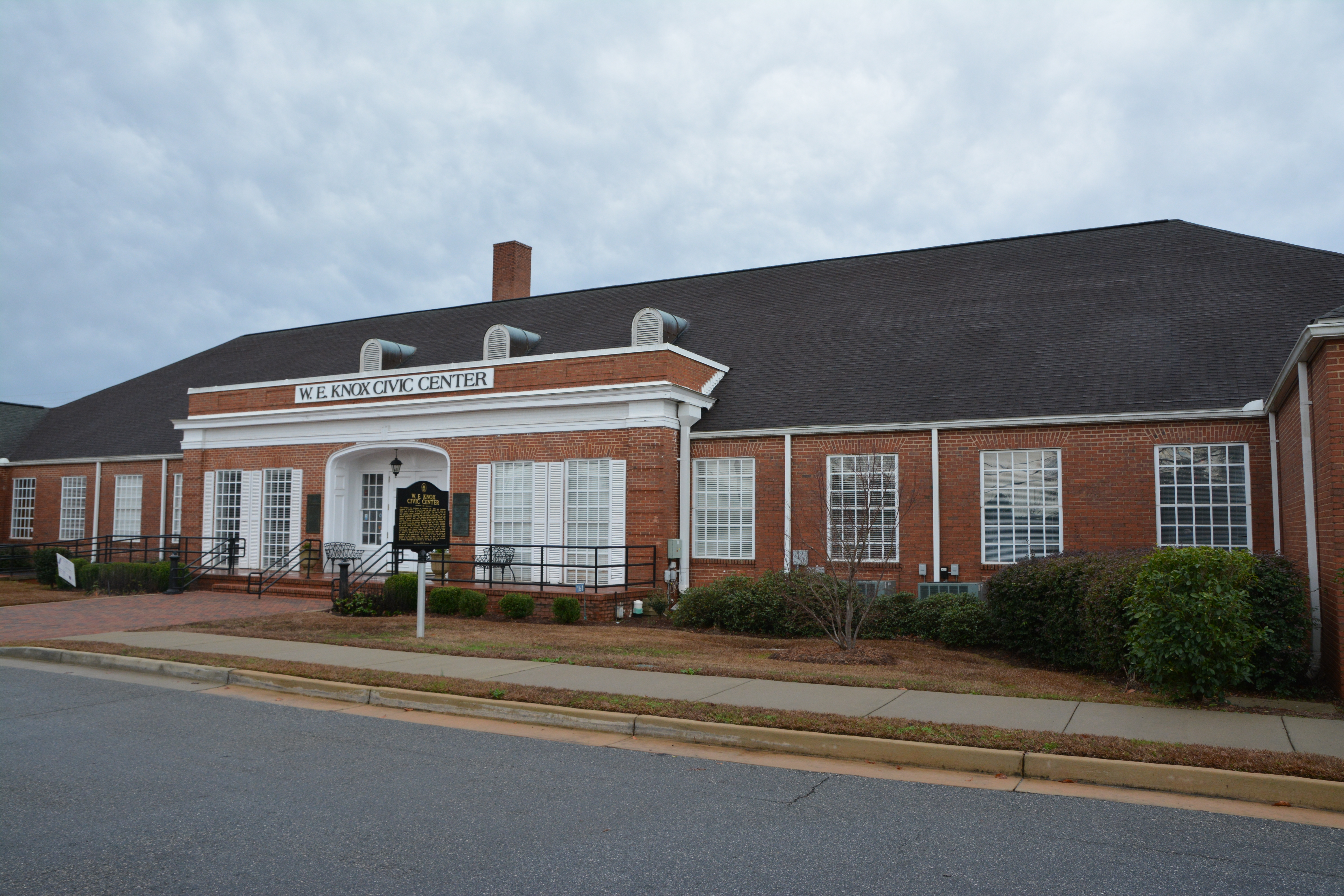
Jones County High School (1936)

- Jones County High School (1936), también conocida como Gray High School: Ubicada en el 161 de West Clinton Street, Gray, Georgia. Incluida en el registro NRHP.[43] Una de las comisiones de la Administración de Obras Públicas de League, ahora se reutiliza como W.E. Knox Civic Center.[44]
- Herman y Allene Shaver House (1936): ubicada en el 1421 de Monticello Highway, Wayside, Georgia. Incluida en el NRHP.[45]
- Porter Memorial Gymnasium (1938): Ubicado en el 2201 de Main Street, Porterdale, Georgia.[25] Es parte del distrito histórico de Porterdale.[46] Dañado por un incendio en octubre de 2005, se convirtió en una reutilización adaptativa para convertirse en un centro de eventos al aire libre,[47] ganando el premio Georgia Trust for Historic Preservation.[48][20]
- Leonard House (1939): Ubicada en el 213 de North Harris Street, Sandersville, Georgia. Es una casa de estilo Colonial Revival de un piso con chimeneas en los extremos, un techo de parapeto y una entrada principal acentuada, inscrita en el registro NRHP del distrito histórico North Harris Street . Parece que League también diseñó otras casas en el distrito aproximadamente al mismo tiempo.[49]
- Auditorio Comer (1941): Levantado en el 107 de 41st Street, Bibb City, Georgia. Es parte del distrito histórico de Bibb City.[21] Dañado por la lluvia en 2011, fue restaurado a un costo de 2 millones de dólares en 2013 y ahora se lo conoce como Comer Center.[50][51]
- Alexander School No. IV (ampliación de 1948): Obra realizada en el 3769 de Ridge Avenue, Macon, Georgia, e incluida en la lista NRHP del distrito histórico Ingleside. También diseñó las siguientes casas en la zona: 3359 Osborne Place (1955-1956), 3395 Osborne Place (1940 y 1955), 3396 Osborne Place (1950), 3180 Ingleside Avenue (1964-1965) y otras obras en Ridge Avenue, Riverdale Drive y Vista Circle.[52]
- Ballard-Hudson High School (1947): Instituto construido en Macon, Georgia.[53] Demolido alrededor de 2005.[54]
- Joseph y Mary Jane League House (1950): Ubicada en el 1849 de Waverland Dr, Macon, Georgia (1950). Incluida en el NRHP[55][56] (diseñada con su hija Jean League Newton).[57]
- Veintidós residencias contribuyentes construidas entre 1937 y 1959 en el distrito histórico de Shirley Hills en Macon, Georgia.[58]
- Scottish Rite Temple (1962): Levantado en el 1985 de Vineville Avenue, Macon, Georgia.[59]
- Renovación y restauración entre 1968 y 1970 de la Grand Opera House (Macon, Georgia).[2][60] Incluida en el NRHP.[34]

## Premios
League recibió el Premio al Alumno de Logros Distinguidos por el Wesleyan College en 1969. Recibió el Trofeo Iván Allen Senior por su trabajo en la renovación de la ópera Macon en 1975. En su retiro, League recibió la medalla de bronce del AIA por "servicio sobresaliente para AIA y/o la comunidad". El gobierno de Georgia otorgó su Premio FAIA Bernard R. Rothschild ("el más alto honor que AIA Georgia puede otorgarle a un individuo") en 1982, su año inaugural. En 2016 fue incluida póstumamente en el Georgia Women of Achievement Hall of Fame.